# Constance d'Aragon (1179-1222)
 (août 2019).
Si vous disposez d'ouvrages ou d'articles de référence ou si vous connaissez des sites web de qualité traitant du thème abordé ici, merci de compléter l'article en donnant les références utiles à sa vérifiabilité et en les liant à la section « Notes et références ».
Pour les articles homonymes, voir Constance d'Aragon.
Constance d'Aragon, née vers 1179 et morte le 23 juin 1222 à Catane en Sicile, est une princesse de la maison de Barcelone. En vertu de ses deux mariages, elle fut reine de Hongrie de 1198 à 1204, puis reine de Sicile de 1209, reine de Germanie de 1215 et impératrice du Saint-Empire de 1220, conjoint de l'empereur Frédéric II.

## Biographie
Constance est la fille aînée d'Alphonse II, roi d'Aragon, comte de Barcelone et de Provence, et de son épouse Sancha de Castille.
Vers 1198, elle devient reine de Hongrie par son mariage avec le roi Imre (1174-1204). Cette union, arrangée par le pape Innocent III, donnera naissance à Ladislas III de Hongrie qui a succédé sur le trône à la mort de son père. Toutefois, le frère cadet d'Imre, André II, prit le pouvoir ; Constance avec son fils a été obligée de quitter le pays. Elle se réfugie auprès du duc Léopold VI d'Autriche à Vienne où le jeune roi meurt brusquement âgé d'environ cinq ans le 7 mai 1205.

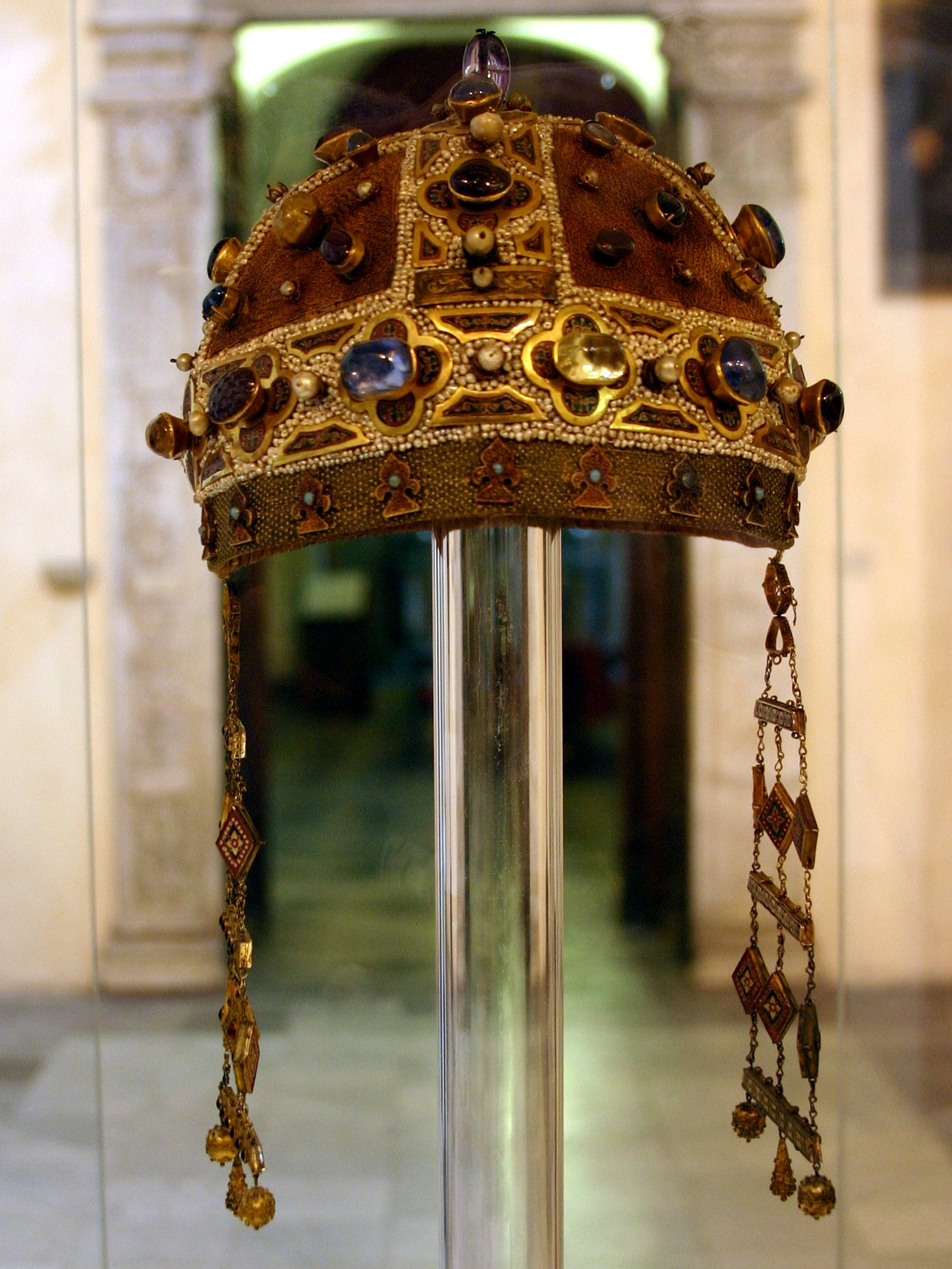
Le kamilavkion de Constance, trésor de la cathédrale de Palerme.

Lorsque Constance devint veuve, Frédéric II de Hohenstaufen, roi de Sicile, a rompu ses fiançailles avec sa petite sœur Sancie d'Aragon. En 1208, Frédéric et Constance ont conclu un contrat de mariage, également par l'entremise du pape Innocent III. Ils se marient le 15 août 1209 à Messine. Constance a un fils de son deuxième mariage, Henri II de Souabe (ou Henri VII de Germanie, 1211-1242) qui s'est élevé contre son père plus tard.
Tout d'abord, Frédéric s'était montré peu disposé à consentir au mariage avec Constance, de dix ans son aînée ; néanmoins, il espérait que les troupes armées d'Aragon en dot seraient utiles pour imposer le règne des Hohenstaufen. Depuis 1212, sa femme est restée en tant que régente dans le royaume de Sicile avec son fils Henri, couronné roi par le pape, lorsque Frédéric s'est rendu vers la Germanie pour être élu antiroi contre son rival Otton IV ; il est finalement couronné roi des Romains le 5 juillet 1215 à Aix-la-Chapelle.
Constance n'a pu entrer en Germanie pour la première fois qu'en 1216. Le 22 novembre 1220, le pape Honorius III couronna Frédéric II et Constance empereur et impératrice à Rome. Constance meurt à Catane deux ans après ; elle est inhumée dans la cathédrale de Palerme en Sicile. Son époux a été déposer sa couronne dans la tombe portant la mention « C'est ici que je reste, Frédéric, la tienne ». En 1225, il épousa la reine Isabelle II de Jérusalem.